# Liste der denkmalgeschützten Objekte in Markušovce
Die Liste der denkmalgeschützten Objekte in Markušovce enthält die 21 nach slowakischen Denkmalschutzvorschriften geschützten Objekte in der Gemeinde Markušovce im Okres Spišská Nová Ves.

## Denkmäler
| Foto |                 | Denkmal / č. ÚZPF                           | Standort / Konskr. Nr.                                             | Offizielle Beschreibung               | Beschreibung                                       | Metadaten                                                             |
| ---- | --------------- | ------------------------------------------- | ------------------------------------------------------------------ | ------------------------------------- | -------------------------------------------------- | --------------------------------------------------------------------- |
| ja   | Datei hochladen | Landsitz(sk) ObjektID: 810-3928/0           | Michalská ul. 27 Standort KG: Markušovce Konskr.Nr.: 11,12         |                                       |                                                    | č. NKP: 810-3928/0 Stand des NKP: 2012-02-08 Name: KÚRIA              |
| ja   | Datei hochladen | Landsitz(sk) ObjektID: 810-3929/0           | Michalská ul. 45 Standort KG: Markušovce Konskr.Nr.: 29            |                                       |                                                    | č. NKP: 810-3929/0 Stand des NKP: 2012-02-08 Name: KÚRIA              |
| ja   | Datei hochladen | Kirche(sk) ObjektID: 810-679/0              | Michalská ul. 47 Standort KG: Markušovce Konskr.Nr.:               | r.k.sv.Michala                        | römisch-katholische Kirche St. Michael             | č. NKP: 810-679/0 Stand des NKP: 2012-02-08 Name: KOSTOL              |
| ja   | Datei hochladen | Landsitz(sk) ObjektID: 810-674/0            | Michalská ul. 49 Standort KG: Markušovce Konskr.Nr.: 32            |                                       |                                                    | č. NKP: 810-674/0 Stand des NKP: 2012-02-08 Name: KÚRIA               |
| ja   | Datei hochladen | Landsitz(sk) ObjektID: 810-675/0            | Michalská ul. 51 Standort KG: Markušovce Konskr.Nr.: 34            |                                       |                                                    | č. NKP: 810-675/0 Stand des NKP: 2012-02-08 Name: KÚRIA               |
| ja   | Datei hochladen | Schloss(sk) ObjektID: 810-671/1             | Michalská ul. 59 Standort KG: Markušovce Konskr.Nr.: 382           | Mariássyovský kaštieľ                 | Herrenhaus Mariássy                                | č. NKP: 810-671/1 Stand des NKP: 2012-02-08 Name: KAŠTIEĽ             |
| ja   | Datei hochladen | Sommerhaus(sk) ObjektID: 810-671/2          | Michalská ul. 55 Standort KG: Markušovce Konskr.Nr.: 383           | Letohrádok Dardanely                  | "Dardanellen"                                      | č. NKP: 810-671/2 Stand des NKP: 2012-02-08 Name: LETOHRÁDOK          |
| ja   | Datei hochladen | Wirtschaftsgebäude(sk) ObjektID: 810-671/3  | Michalská ul. 53 Standort KG: Markušovce Konskr.Nr.: 35            |                                       |                                                    | č. NKP: 810-671/3 Stand des NKP: 2012-02-08 Name: STAVBA HOSPODÁRSKA  |
| ja   | Datei hochladen | Wirtschaftsgebäude(sk) ObjektID: 810-671/4  | Michalská ul. 61 Standort KG: Markušovce Konskr.Nr.: 38            |                                       |                                                    | č. NKP: 810-671/4 Stand des NKP: 2012-02-08 Name: STAVBA HOSPODÁRSKA  |
| ja   | Datei hochladen | Park(sk) ObjektID: 810-671/5                | Michalská ul. Standort KG: Markušovce Konskr.Nr.:                  | francúzsky                            | französisch                                        | č. NKP: 810-671/5 Stand des NKP: 2012-02-08 Name: PARK                |
| ja   | Datei hochladen | Schloss(sk) ObjektID: 810-672/0             | Michalská ul. 63 Standort KG: Markušovce Konskr.Nr.: 37,48         |                                       |                                                    | č. NKP: 810-672/0 Stand des NKP: 2012-02-08 Name: KAŠTIEĽ             |
| ja   | Datei hochladen | Verwalterhaus(sk) ObjektID: 810-3930/0      | Michalská ul. 65 Standort KG: Markušovce Konskr.Nr.:               | radový; sídlo správy Mariassy.majetku | Reihenhaus, Sitz der Immobilienverwaltung Mariassy | č. NKP: 810-3930/0 Stand des NKP: 2012-02-08 Name: DOM SPRÁVCU        |
| ja   | Datei hochladen | Landsitz(sk) ObjektID: 810-678/0            | Michalská ul. 67 Standort KG: Markušovce Konskr.Nr.: 51            | Kúria Mariássyovcov                   | Landhaus Mariassy                                  | č. NKP: 810-678/0 Stand des NKP: 2012-02-08 Name: KÚRIA               |
| ja   | Datei hochladen | Schloss(sk) ObjektID: 810-673/1             | Michalská ul. 73 Standort KG: Markušovce Konskr.Nr.: 53            | radový; kaštieľ "Bocian"              | Reihenhaus, Herrenhaus "Bocian"                    | č. NKP: 810-673/1 Stand des NKP: 2012-02-08 Name: KAŠTIEĽ             |
|      | Datei hochladen | Park(sk) ObjektID: 810-673/2                | Michalská ul. 73 KG: Markušovce Konskr.Nr.: 53                     | anglický                              | englischer                                         | č. NKP: 810-673/2 Stand des NKP: 2012-02-08 Name: PARK                |
| ja   | Datei hochladen | Handwerkerhaus(sk) ObjektID: 810-3931/0     | Michalská ul. 75 Standort KG: Markušovce Konskr.Nr.: 54            | prejazdový,radový; pekáreň            | Reihenhaus, Passage, Bäckerei                      | č. NKP: 810-3931/0 Stand des NKP: 2012-02-08 Name: DOM REMESELNÍCKY   |
| ja   | Datei hochladen | Wirtschaftsgebäude(sk) ObjektID: 810-3927/0 | Odorínska cesta 15?17? Standort KG: Markušovce Konskr.Nr.: 36      | kameň,tehla; dom                      |                                                    | č. NKP: 810-3927/0 Stand des NKP: 2012-02-08 Name: STAVBA HOSPODÁRSKA |
| ja   | Datei hochladen | Burgpalast(sk) ObjektID: 810-670/1          | Podhradová ul. 9 Standort KG: Markušovce Konskr.Nr.: 24            | Markušovský zámok                     | Schloss Markušov                                   | č. NKP: 810-670/1 Stand des NKP: 2012-02-08 Name: PALÁC HRADNÝ        |
| ja   | Datei hochladen | Landsitz(sk) ObjektID: 810-677/0            | Sv.Jána Nepomuckého ul. 7 Standort KG: Markušovce Konskr.Nr.: 123  | Kúria Mariássyovcov                   | Landhaus Mariássy                                  | č. NKP: 810-677/0 Stand des NKP: 2012-02-08 Name: KÚRIA               |
| ja   | Datei hochladen | Landsitz(sk) ObjektID: 810-676/0            | Sv.Jána Nepomuckého ul. 13 Standort KG: Markušovce Konskr.Nr.: 125 | Kúria Mariássyovcov                   | Landhaus Mariássy                                  | č. NKP: 810-676/0 Stand des NKP: 2012-02-08 Name: KÚRIA               |
| ja   | Datei hochladen | Denkmal(sk) ObjektID: 810-1615/0            | Školská ul. Standort KG: Markušovce Konskr.Nr.:                    | padlí v II.sv.v.                      | für die Gefallenen des WK II                       | č. NKP: 810-1615/0 Stand des NKP: 2012-02-08 Name: POMNÍK             |

## Legende
Die Tabelle enthält im Einzelnen folgende Informationen:
| Foto:                    | Fotografie des Denkmals. |
| Denkmal / č. ÚZPF:       | Die Übersetzung der Bezeichnung des Denkmals, wie sie vom Slowakischen Denkmalamt (Pamiatkový úrad Slovenskej republiky) verwendet wird. Die Originalbezeichnung ist unter dem Fragezeichen angegeben. Fehlt die Übersetzung, so wird die Originalbezeichnung direkt angezeigt. Weiters ist die Objekt-Identifikationsnummer (Objekt ID) angeführt. Sie ist die offizielle, in der Slowakei eindeutige Nummer č. ÚZPF inklusive der zugehörigen Zählnummer, wie sie in den Daten des Denkmalamtes angegeben wird. Da diese nur innerhalb eines Landkreises gezählt wird, ist dessen Nummer der Denkmalnummer vorangestellt. |
| Standort:                | Wenn in der Liste vorhanden, ist die Adresse angegeben. In Klammern kann sich noch eine zusätzliche Adresse befinden, wenn es beispielsweise ein Eckhaus ist. Bei freistehenden Objekten ohne Adresse (zum Beispiel bei Bildstöcken) ist eine Adresse angegeben, die in der Nähe des Objekts liegt. Durch Aufruf des Links Standort wird die Lage des Denkmals in verschiedenen Kartenprojekten angezeigt. Darunter sind die Katastralgemeinde (KG) und, wenn vorhanden, die Konskriptionsnummer (Konskr. Nr.) angegeben.                                                                                                   |
| Offizielle Beschreibung: | Es ist die Kurzbeschreibung auf Slowakisch, wie sie in den offiziellen Listen angegeben ist, eingetragen. |
| Beschreibung:            | Kurze Angaben zum Denkmal auf Deutsch. |
| Metadaten:               | Zusätzlich werden, wenn in den persönlichen Einstellungen das Helferlein Dauerhaftes Einblenden von Metadaten aktiviert ist, ebensolche angezeigt. |

- Karte mit allen Koordinaten:
- OSM |
- WikiMap